# Aphiloscia congolensis
Aphiloscia congolensis är en kräftdjursart som beskrevs av Arcangeli 1950. Aphiloscia congolensis ingår i släktet Aphiloscia och familjen Philosciidae. Inga underarter finns listade i Catalogue of Life.